# Paus Liberius
Liberius (gestorven 24 september 366) was de 36ste paus van de Rooms-Katholieke Kerk. Hij regeerde van 17 mei 352 tot aan zijn dood in 366, en is de eerste paus die niet door de Rooms-Katholieke Kerk heilig verklaard werd. In de orthodoxe kerk is hij wel een heilige. Zijn feest wordt gevierd op 27 augustus. Van de persoon zelf is weinig bekend.
Zijn pontificaat kenmerkt zich door een ruzie met de voorstanders van het arianisme, onder wie keizer Constantius II. Deze zette daarop de paus af, en benoemde een tegenpaus: Felix II. Directe aanleiding hiervoor was Liberius' weigering de verwerping van Athanasius, de patriarch van Alexandrië te tekenen. Deze was een belangrijk theoloog, schrijver en bovendien vijand van het arianisme.
Tevens werd Liberius verbannen, maar hij keerde na drie jaar terug, nadat hij zich alsnog tegen Athanasius gekeerd had. Het idee van de keizer hem en Felix II samen de kerk te laten regeren werd door een opstand van het Romeinse volk voorkomen. Hij maakte het door de keizer bijeengeroepen Concilie van Rimini ongedaan.
Tijdens zijn pontificaat was er ook de Mariaverschijning van Onze-Lieve-Vrouwe ter Sneeuw, waarbij er sneeuw in augustus viel.
Cursief: tegenpaus